# 克魯貝爾岩
克魯貝爾岩（英語：Kruber Rock）是南極洲的岩層，位於毛德皇后地的阿斯特里德公主海岸，處於弗洛努滕山西北面6公里，屬於洪堡山脈的一部分，由德國探險隊發現和繪入地圖，現時由南極條約體系管理。